# 黃日煥
黃日煥，字愧莪，福建永定縣人，清朝政治人物。

## 生平
顺治十八年（1661年）辛丑科進士，授淮安府同知。